# Dysoxylum inopinatum
Dysoxylum inopinatum là một loài thực vật có hoa trong họ Meliaceae. Loài này được (Harms) Mabb. mô tả khoa học đầu tiên năm 1985.